# Kevin Brooks
Kevin Brooks (Beaufort, Carolina del Sur; 12 de octubre de 1969) es un exjugador de baloncesto estadounidense que disputó tres temporadas en Denver Nuggets de la NBA, y posteriormente desarrolló su carrera profesional en Brasil, Argentina, Australia, Nueva Zelanda y Suecia. Actualmente trabaja como entrenador asistente de Wollongong Hawks de la liga australiana. Con 1,98 metros de estatura, jugaba en la posición de alero.

## Trayectoria deportiva

### Universidad
Brooks asistió a la Universidad de Louisiana-Lafayette, por entonces llamada Universidad del Suroeste de Luisiana, y jugó cuatro temporadas con los Ragin' Cajuns. Sus números fueron brillantes, superando los 20 puntos de media en sus tres últimas campañas y promediando 19.8 puntos y 6.2 rebotes en los 116 partidos que disputó con la universidad.

### Profesional
Brooks fue seleccionado en la 18.ª posición del Draft de la NBA de 1991 por Milwaukee Bucks, aunque más tarde sería traspasado a Denver Nuggets. En los Nuggets pasó tres temporadas con un rol secundario, pasando de 10 minutos por partido solamente en su segunda campaña y anotando 417 puntos en 126 partidos totales en la NBA. 
Tras su estancia en la NBA, Brooks se marchó a la CBA antes de pasar por Brasil (Guaru Associazione Atletica) y Argentina (Atenas de Córdoba). En 1999 fichó por el Adelaide 36ers de Australia, donde compartió equipo con su excompañero en los Nuggets Darnell Mee, y se coronó campeón de liga, siendo nombrado MVP de la Final de la NBL en 1998 y formando parte del mejor quinteto de la liga en 1999. También jugó en Sydney Kings y Hunter Valley Pirates de la liga australiana, y en Sodertalje Kings de Suecia.
Una vez retirado del baloncesto, Brooks comenzó su carrera de entrenador. Dirigió a Woodville Warriors de la Australian Basketball Association, y en junio de 2005 se unió a la Stamford Grand Basketball Academy en Adelaida (Australia Meridional), como entrenador asistente. 

## Estadísticas de su carrera en la NBA

### Temporada regular
| Año     | Equipo | PJ  | PT | MPP  | %TC  | %3P  | %TL  | RPP | APP | ROB | TPP | PPP |
| ------- | ------ | --- | -- | ---- | ---- | ---- | ---- | --- | --- | --- | --- | --- |
| 1991–92 | Denver | 37  | 0  | 7.3  | .443 | .182 | .810 | 1.1 | .3  | .2  | .1  | 2.8 |
| 1992–93 | Denver | 55  | 2  | 10.4 | .399 | .231 | .875 | 1.5 | .6  | .2  | .0  | 4.1 |
| 1993–94 | Denver | 34  | 0  | 5.6  | .364 | .174 | .900 | .6  | .1  | .0  | .1  | 2.5 |
| Total   | Total  | 126 | 2  | 8.2  | .401 | .200 | .859 | 1.1 | .4  | .1  | .0  | 3.3 |

### Playoffs
| Año     | Equipo | PJ | PT | MPP | %TC  | %3P  | %TL  | RPP | APP | ROB | TPP | PPP |
| ------- | ------ | -- | -- | --- | ---- | ---- | ---- | --- | --- | --- | --- | --- |
| 1993–94 | Denver | 2  | 0  | 2.5 | .286 | .000 | .500 | 1.0 | .0  | .0  | .0  | 2.5 |
| Total   | Total  | 2  | 0  | 2.5 | .286 | .000 | .500 | 1.0 | .0  | .0  | .0  | 2.5 |